# Paectes flabella
Paectes flabella là một loài bướm đêm trong họ Noctuidae.